# Athetis nigronotata
Athetis nigronotata là một loài bướm đêm trong họ Noctuidae.